# Potentilla anglica
Potentille anglaise
Espèce
Classification phylogénétique
La Potentille anglaise (Potentilla anglica) est une espèce de plantes à fleurs de la famille des Rosacées.
Autres noms vernaculaires : potentille d'Angleterre, potentille couchée.
Synonyme ancien (selon ITIS)
- Potentilla procumbens Sibthorp

## Description
C'est une plante herbacée vivace d'une hauteur de 10 à 20 cm. Les fleurs solitaires, portées chacune par un mince pédoncule, mesurent de 10 à 15 mm de diamètre environ, sont formées de 4 pétales jaunes (parfois 5), de 4 sépales et 4 divisions du calicule habituellement. Les feuilles de la base pétiolées, à 5 folioles dentées, forment une rosette persistante, tandis que les feuilles caulinaires trifoliolées, ont des pétioles de plus en plus courts. À partir de la rosette se développent des tiges rampantes stolonifères, parfois plusieurs fois bifurquées, ne s'enracinant au niveau de l'insertion des feuilles (nœuds) que vers leur extrémité et pouvant atteindre 50 cm de long.

## Distribution
Ouest et centre de l'Europe.

## Habitat
Pelouses, bords des chemins, bois clairs, endroits humides ; préfère les sols acides.

## Hybridation
La potentille anglaise forme communément des hybrides toujours stériles avec Potentilla reptans ou Potentilla erecta. Ils sont difficiles à identifier. Pour distinguer ces hybrides de leurs parents, vérifier si ces derniers forment des carpelles renflés (fertiles).

## Statut de protection
En France, l'espèce est protégée en Basse-Normandie. Elle figure sur la liste rouge des plantes d'Île de France et sur celle du Nord-Pas-de-Calais.